# نیکلاس فابیانو
نیکلاس فابیانو (انگلیسی: Nicolas Fabiano؛ زادهٔ ۸ فوریهٔ ۱۹۸۱) بازیکن فوتبال اهل فرانسه است.
از باشگاه‌هایی که در آن بازی کرده‌است می‌توان به باشگاه فوتبال سوانزی سیتی، باشگاه فوتبال پاری سن ژرمن، باشگاه فوتبال آبردین، و باشگاه فوتبال ستاره سرخ اشاره کرد.
وی همچنین در تیم ملی فوتبال زیر ۲۰ سال فرانسه بازی کرده‌است.